# Nevedomá
Nevedomá (1156 m) – szczyt w Wielkiej Fatrze na Słowacji. Znajduje się w zakończeniu północno-zachodniego grzbietu Rakytova oddzielającego dolinę Rakytov od dolinki opadającej na północ spod przełęczy Južné Rakytovské sedlo. Obydwie są prawymi odnogami Ľubochniańskiej doliny (Ľubochnianska dolina). Opadają do niej zachodnie stoki Nevedomej.
W zachodnie i północne stoki Nevedomej wcinają się dolinki trzech potoków. Góra jest całkowicie porośnięta lasem z kilkoma partiami skalnymi. Duża skała znajduje się u zachodnich podnóży opadających do Ľubochniańskiej doliny.